# Istanbul Open
Az Istanbul Open minden év április végén megrendezett tenisztorna férfiak számára Isztambulban. Jelenlegi hivatalosan szponzorált neve TEB BNP Paribas Istanbul Open.
Az ATP 250 Series tornák közé tartozik, összdíjazása 497 255 €. A versenyen 28 versenyző vehet részt.
A mérkőzéseket salak borítású pályákon játsszák, 2015 óta.
A verseny 2015-ben került be az ATP versenynaptárába, ez az első ATP World Tour verseny Törökországban.

## Győztesek

### Egyéni
| Év   | Győztes           | Ellenfél a döntőben | Eredmény a döntőben |
| ---- | ----------------- | ------------------- | ------------------- |
| 2018 | Taro Daniel       | Malek Dzsaziri      | 7-6(4), 6-4         |
| 2017 | Marin Čilić       | Miloš Raonić        | 7-6(3), 6-3         |
| 2016 | Diego Schwartzman | Grigor Dimitrov     | 6-7(5), 7-6(4), 6-0 |
| 2015 | Roger Federer     | Pablo Cuevas        | 6-3, 7-6(11)        |

### Páros
| Év   | Győztesek                         | Ellenfelek a döntőben              | Eredmény a döntőben |
| ---- | --------------------------------- | ---------------------------------- | ------------------- |
| 2018 | Dominic Inglot / Robert Lindstedt | Nicholas Monroe / Ben McLachlan    | 3-6, 6-3, [10-8]    |
| 2017 | Roman Jebavý / Jiří Veselý        | Tuna Altuna / Alessandro Motti     | 6-0, 6-0            |
| 2016 | Flavio Cipolla / Dúdí Szela       | Andres Molteni / Diego Schwartzman | 6-3, 5-7, [10-7]    |
| 2015 | Radu Albot / Dušan Lajović        | Robert Lindstedt / Jürgen Melzer   | 6-4, 7-6(2)         |

## Külső hivatkozások
- Hivatalos oldal